# Ламбо, Джош
Джош Ламбо (англ. Josh Lambo, род. 19 ноября 1990, Лансинг) — игрок в американский футбол, кикер команды «Лос-Анджелес Чарджерс», выступающей в Национальной футбольной лиге (НФЛ).

## Ранние годы
Джош родился в Лансинге, штат Мичиган, но затем переехал со своей семьей в Чикаго, штат Иллинойс, когда он был маленьким ребёнком. Он играл в футбол за «Чикаго Мэджик», прежде чем переехать в Миддлтон, штат Висконсин, летом 2005 года, где он посещал Миддлтонскую Высшую Школу менее чем за два месяца до подписания контракта на участие в «Поколении Адидас» и присоединения к Резидентской Программе США в Брадентоне, штат Флорида.